# Clase Buckley
La Clase Buckley de destructores escolta consistió en 102 buques botados en Estados Unidos durante la Segunda Guerra Mundial, entre 1943 y 1945. Sirvieron durante la SGM como escoltas de convoyes y buques de guerra antisubmarina. Los buques se caracterizaron por tener motores turbo-eléctricos de General Electric, y ser prefabricados en múltiples factorías en EE. UU., enviando las partes listas para ser ensambladas en los astilleros, donde eran soldados directamente en la rampa de botadura.

## Armamento
Su armamento principal, estaba compuesto por tres cañones de 76,2 mm/50 Mk 22 de doble propósito, antisuperficie y antiaéreo, con alcance de ~14 600 yardas (13 400 m) a 45º y un techo de ~28 000 pies (8500 m), disponían además de una  Artillería antiaérea compuesta por cuatro cañones Oerlikon de 28 mm (1.1") en la posición 'X' para la clase Buckley, que no estaban disponibles en las fragatas Clase Captain y ocho cañones Oerlikon de 20 mm sencillos, cuatro junto al puente tras la posición 'B', dos, uno de ellos a cada banda y dos a popa inmediatamente delante de los rieles de cargas de profundidad. Su armamento torpedero consistía en un montaje con tres tubos lanzatorpedos de 533 mm (21") Mark21 colocado delante de la chimenea. como armamento antisubmarino, contaba con un erizo antisubmarino de 24 tubos, en la cubierta principal adelante de la posición 'A' y unas 200 cargas de profundidad, que eran lanzadas por dos rieles dobles a popa, ccada uno de ellos con 24 cargas y 8 lanzadores K gun con 5 cargas, cuatro de ellos en cada banda. Las fragatas Clase Capitán extendieron estos lanzadores, cada uno con una capacidad de hasta 60 cargas.

## Historial
La clase Buckley fue la segunda iteración de destructores escolta, siendo la primera la Clase Evarts. Una de las mayores diferencias fue que el casco fue alargado significativamente para la Buckley; este diseño resultó tan exitoso, que todas las clases posteriores de destructores escolta lo utilizaron de allí en adelante. La clase era conocida también como el 'Tipo "TE"', por sus motores.
Fueron ordenados un total de 154, de los cuales 6 se completaron como transportes rápidos "APD". 37 adicionales fueron también convertidos posteriormente. 46 Buckleys se entregaron a la Marina Real Británica bajo el auspicio de la Ley de Préstamo y Arriendo; Estos 46 fueron ligeramente modificados por los ingleses y reclasificados como fragatas de la Clase Captain, por ser todos nombrados en conmemoración de capitanes de las Guerras Napoleónicas.
Después de la guerra, muchos de los buques sobrevivientes fueron transferidos a las Armadas de Taiwán, Chile, Corea del Sur, México, Colombia y otros países. El resto fueron transferidos a la flota de reserva de la Armada de los Estados Unidos donde permanecieron por varios años hasta su disposición final.

## Unidades
| Nombre del barco                 | Nº identificación | Astillero                                                                              | Iniciado    | Botado      | Alta        | Baja         | Destino |
| -------------------------------- | ----------------- | -------------------------------------------------------------------------------------- | ----------- | ----------- | ----------- | ------------ | --- |
| Buckley                          | DE-51             | Bethlehem Shipbuilding Corporation, Bethlehem Hingham Shipyard, Hingham, Massachusetts | 21 Jul 1942 | 9 Jan 1943  | 30 Apr 1943 | 3 Jul 1946   | Reclassified DER-51 26 Apr 1949, reclassified DE-51 29 Sep 1954. Struck from Navy List 1 Jun 1968; sold for scrap July 1969                                                                      |
| Charles Lawrence                 | DE-53             | Bethlehem Shipbuilding Corporation, Bethlehem Hingham Shipyard, Hingham, Massachusetts | 1 Aug 1942  | 16 Feb 1943 | 31 May 1943 | 23 Oct 1944  | Converted to High Speed Transport, reclassified APD-37 23 Oct 1944 |
| Charles Lawrence                 | APD-37            | Bethlehem Shipbuilding Corporation, Bethlehem Hingham Shipyard, Hingham, Massachusetts | 1 Aug 1942  | 16 Feb 1943 |             | 21 Jun 1946  | Converted to High Speed Transport, reclassified APD-37 23 Oct 1944 |
| Daniel T. Griffin                | DE-54             | Bethlehem Shipbuilding Corporation, Bethlehem Hingham Shipyard, Hingham, Massachusetts | 7 Sep 1942  | 25 Feb 1943 | 9 Jun 1943  | 23 Oct 1944  | Converted to High Speed Transport, reclassified APD-38 23 Oct 1944 |
| Daniel T. Griffin                | APD-38            | Bethlehem Shipbuilding Corporation, Bethlehem Hingham Shipyard, Hingham, Massachusetts | 7 Sep 1942  | 25 Feb 1943 |             | 30 May 1946  | Converted to High Speed Transport, reclassified APD-38 23 Oct 1944 |
| Donnell                          | DE-56             | Bethlehem Shipbuilding Corporation, Bethlehem Hingham Shipyard, Hingham, Massachusetts | 27 Nov 1942 | 13 Mar 1943 | 26 Jun 1943 | 23 Oct 1945  | Torpedoed by U-473 in North Atlantic 3 May 1944; reclassified IX-182 15 Jul 1944; served as a floating power plant at Cherbourg, France. Struck from the Navy List 10 Nov 1945; sold 29 Apr 1946 |
| Fogg                             | DE-57             | Bethlehem Shipbuilding Corporation, Bethlehem Hingham Shipyard, Hingham, Massachusetts | 4 Dec 1942  | 20 Mar 1943 | 7 Jul 1943  | 27 Oct 1947  | Reclassified DER-57 18 Mar 1949, reclassified DE-57 28 Oct 1954. Struck from Navy List 1 Apr 1965; sold for scrap 4 Jan 1966                                                                     |
| Foss                             | DE-59             | Bethlehem Shipbuilding Corporation, Bethlehem Hingham Shipyard, Hingham, Massachusetts | 31 Dec 1942 | 10 Apr 1943 | 23 Jul 1943 | 30 Oct 1957  | Struck from Navy List 1 Nov 1965 and sold for scrap |
| Gantner                          | DE-60             | Bethlehem Shipbuilding Corporation, Bethlehem Hingham Shipyard, Hingham, Massachusetts | 31 Dec 1942 | 17 Apr 1943 | 29 Jul 1943 | 23 Feb 1945  | Converted to High Speed Transport, reclassified APD-42 23 Feb 1945 |
| Gantner                          | APD-42            | Bethlehem Shipbuilding Corporation, Bethlehem Hingham Shipyard, Hingham, Massachusetts | 31 Dec 1942 | 17 Apr 1943 |             | 2 Aug 1949   | Converted to High Speed Transport, reclassified APD-42 23 Feb 1945 |
| George W. Ingram                 | DE-62             | Bethlehem Shipbuilding Corporation, Bethlehem Hingham Shipyard, Hingham, Massachusetts | 6 Feb 1943  | 8 May 1943  | 11 Aug 1943 | 23 Feb 1945  | Converted to High Speed Transport, reclassified APD-43 23 Feb 1945 |
| George W. Ingram                 | APD-43            | Bethlehem Shipbuilding Corporation, Bethlehem Hingham Shipyard, Hingham, Massachusetts | 6 Feb 1943  | 8 May 1943  |             | 15 Jan 1947  | Converted to High Speed Transport, reclassified APD-43 23 Feb 1945 |
| Ira Jeffery (ex-Jeffery)         | DE-63             | Bethlehem Shipbuilding Corporation, Bethlehem Hingham Shipyard, Hingham, Massachusetts | 13 Feb 1943 | 15 May 1943 | 15 Aug 1943 | 23 Feb 1945  | Converted to High Speed Transport, reclassified APD-44 23 Feb 1945 |
| Ira Jeffery (ex-Jeffery)         | APD-44            | Bethlehem Shipbuilding Corporation, Bethlehem Hingham Shipyard, Hingham, Massachusetts | 13 Feb 1943 | 15 May 1943 |             | 18 Jun 1946  | Converted to High Speed Transport, reclassified APD-44 23 Feb 1945 |
| Lee Fox                          | DE-65             | Bethlehem Shipbuilding Corporation, Bethlehem Hingham Shipyard, Hingham, Massachusetts | 1 Mar 1943  | 29 May 1943 | 30 Aug 1943 | 31 Jul 1944  | Converted to High Speed Transport, reclassified APD-45 31 Jul 1944 |
| Lee Fox                          | APD-45            | Bethlehem Shipbuilding Corporation, Bethlehem Hingham Shipyard, Hingham, Massachusetts | 1 Mar 1943  | 29 May 1943 |             | 13 May 1946  | Converted to High Speed Transport, reclassified APD-45 31 Jul 1944 |
| Amesbury                         | DE-66             | Bethlehem Shipbuilding Corporation, Bethlehem Hingham Shipyard, Hingham, Massachusetts | 8 Mar 1943  | 6 Jun 1943  | 31 Aug 1943 | 31 Jul 1944  | Converted to High Speed Transport, reclassified APD-46 31 Jul 1944 |
| Amesbury                         | APD-46            | Bethlehem Shipbuilding Corporation, Bethlehem Hingham Shipyard, Hingham, Massachusetts | 8 Mar 1943  | 6 Jun 1943  |             | 3 Jul 1946   | Converted to High Speed Transport, reclassified APD-46 31 Jul 1944 |
| Bates                            | DE-68             | Bethlehem Shipbuilding Corporation, Bethlehem Hingham Shipyard, Hingham, Massachusetts | 29 Mar 1943 | 6 Jun 1943  | 12 Sep 1943 | 31 Jul 1944  | Converted to High Speed Transport, reclassified APD-47 31 Jul 1944; sunk by kamikazes and bombs off Okinawa 25 May 1945                                                                          |
| Bates                            | APD-47            | Bethlehem Shipbuilding Corporation, Bethlehem Hingham Shipyard, Hingham, Massachusetts | 29 Mar 1943 | 6 Jun 1943  |             |              | Converted to High Speed Transport, reclassified APD-47 31 Jul 1944; sunk by kamikazes and bombs off Okinawa 25 May 1945                                                                          |
| Blessman                         | DE-69             | Bethlehem Shipbuilding Corporation, Bethlehem Hingham Shipyard, Hingham, Massachusetts | 22 Mar 1943 | 19 Jun 1943 | 19 Sep 1943 | 31 Jul 1944  | Converted to High Speed Transport, reclassified APD-48 31 Jul 1944 |
| Blessman                         | APD-48            | Bethlehem Shipbuilding Corporation, Bethlehem Hingham Shipyard, Hingham, Massachusetts | 22 Mar 1943 | 19 Jun 1943 |             | 15 Jan 1946  | Converted to High Speed Transport, reclassified APD-48 31 Jul 1944 |
| Joseph E. Campbell (ex-Campbell) | DE-70             | Bethlehem Shipbuilding Corporation, Bethlehem Hingham Shipyard, Hingham, Massachusetts | 29 Mar 1943 | 26 Jun 1943 | 23 Sep 1943 | 24 Nov 1944  | Converted to High Speed Transport, reclassified APD-49 24 Nov 1944 |
| Joseph E. Campbell (ex-Campbell) | APD-49            | Bethlehem Shipbuilding Corporation, Bethlehem Hingham Shipyard, Hingham, Massachusetts | 29 Mar 1943 | 26 Jun 1943 |             | 15 Nov 1946  | Converted to High Speed Transport, reclassified APD-49 24 Nov 1944 |
| Reuben James                     | DE-153            | Norfolk Navy Yard                                                                      | 7 Sep 1942  | 6 Feb 1943  | 1 Apr 1943  | 11 Oct 1947  | Struck from Navy List 30 Jun 1968, sunk as a target 1 Mar 1971 |
| Sims                             | DE-154            | Norfolk Navy Yard                                                                      | 7 Sep 1942  | 6 Feb 1943  | 24 Apr 1943 | 25 Sep 1944  | Converted to High Speed Transport, reclassified APD-50 25 Sep 1944 |
| Sims                             | APD-50            | Norfolk Navy Yard                                                                      | 7 Sep 1942  | 6 Feb 1943  |             | 24 Apr 1946  | Converted to High Speed Transport, reclassified APD-50 25 Sep 1944 |
| Hopping                          | DE-155            | Norfolk Navy Yard                                                                      | 15 Dec 1942 | 10 Mar 1943 | 21 May 1943 | 25 Sep 1944  | Converted to High Speed Transport, reclassified APD-51 25 Sep 1944 |
| Hopping                          | APD-51            | Norfolk Navy Yard                                                                      | 15 Dec 1942 | 10 Mar 1943 |             | 5 May 1947   | Converted to High Speed Transport, reclassified APD-51 25 Sep 1944 |
| Reeves                           | DE-156            | Norfolk Navy Yard                                                                      | 7 Feb 1943  | 22 Apr 1943 | 9 May 1943  | 25 Sep 1944  | Converted to High Speed Transport, reclassified APD-52 25 Sep 1944 |
| Reeves                           | APD-52            | Norfolk Navy Yard                                                                      | 7 Feb 1943  | 22 Apr 1943 |             | 30 Jul 1946  | Converted to High Speed Transport, reclassified APD-52 25 Sep 1944 |
| Fechteler                        | DE-157            | Norfolk Navy Yard                                                                      | 7 Feb 1943  | 22 Apr 1943 | 1 Jul 1943  |              | Torpedoed and sunk by U-967 northwest of Oran, Algeria 5 May 1944 |
| Chase                            | DE-158            | Norfolk Navy Yard                                                                      | 16 Mar 1943 | 24 Apr 1943 | 18 Jul 1943 | 28 Nov 1944  | Converted to High Speed Transport, reclassified APD-54 28 Nov 1944 |
| Chase                            | APD-54            | Norfolk Navy Yard                                                                      | 16 Mar 1943 | 24 Apr 1943 |             | 15 Jan 1946  | Converted to High Speed Transport, reclassified APD-54 28 Nov 1944 |
| Laning                           | DE-159            | Norfolk Navy Yard                                                                      | 23 Apr 1943 | 4 Jul 1943  | 1 Aug 1943  | 8 Nov 1944   | Converted to High Speed Transport, reclassified APD-55 28 Nov 1944 |
| Laning                           | APD-55            | Norfolk Navy Yard                                                                      | 23 Apr 1943 | 4 Jul 1943  |             | 28 Jun 1946  | Converted to High Speed Transport, reclassified APD-55 28 Nov 1944 |
| Loy                              | DE-160            | Norfolk Navy Yard                                                                      | 23 Apr 1943 | 4 Jul 1943  | 12 Sep 1943 | 23 Oct 1944  | Converted to High Speed Transport, reclassified APD-56 23 Oct 1944 |
| Loy                              | APD-56            | Norfolk Navy Yard                                                                      | 23 Apr 1943 | 4 Jul 1943  |             | 21 Feb 1947  | Converted to High Speed Transport, reclassified APD-56 23 Oct 1944 |
| Barber                           | DE-161            | Norfolk Navy Yard                                                                      | 27 Apr 1943 | 20 May 1943 | 10 Oct 1943 | 23 Oct 1944  | Converted to High Speed Transport, reclassified APD-57 23 Oct 1944. Sold to Mexico on 17 Feb 1969                                                                                                |
| Barber                           | APD-57            | Norfolk Navy Yard                                                                      | 27 Apr 1943 | 20 May 1943 |             | 22 Mar 1946  | Converted to High Speed Transport, reclassified APD-57 23 Oct 1944. Sold to Mexico on 17 Feb 1969                                                                                                |
| Lovelace                         | DE-198            | Norfolk Navy Yard                                                                      | 22 May 1943 | 4 Jul 1943  | 7 Nov 1943  | 22 May 1946  | Sunk as target off California, 25 Apr 1968 |
| Manning                          | DE-199            | Charleston Navy Yard                                                                   | 15 Feb 1943 | 1 Jun 1943  | 1 Oct 1943  | 15 Jan 1947  | Struck from Navy List 31 Jul 1968; sold for scrap 27 Oct 1969 |
| Neuendorf                        | DE-200            | Charleston Navy Yard                                                                   | 15 Feb 1943 | 1 Jun 1943  | 18 Oct 1943 | 14 May 1946  | Struck from Navy List 1 Jul 1967 |
| James E. Craig                   | DE-201            | Charleston Navy Yard                                                                   | 15 Apr 1943 | 22 Jul 1943 | 1 Nov 1943  | 2 Jul 1946   | Struck from Navy List 30 Jul 1968; sunk as target off California February 1969 |
| Eichenberger                     | DE-202            | Charleston Navy Yard                                                                   | 15 Apr 1943 | 22 Jul 1943 | 17 Nov 1943 | 14 May 1946  | Struck from Navy List 1 Dec 1972; sold for scrap 1 Nov 1973 |
| Thomason                         | DE-203            | Charleston Navy Yard                                                                   | 5 Jun 1943  | 23 Aug 1943 | 10 Dec 1943 | 22 May 1946  | Struck from Navy List 30 Jun 1968; sold for scrap 30 Jun 1969 |
| Jordan                           | DE-204            | Charleston Navy Yard                                                                   | 5 Jun 1943  | 23 Aug 1943 | 17 Dec 1943 | 19 Dec 1945  | Struck from Navy List 8 Jan 1946; sold for scrap 10 Jul 1947 |
| Newman                           | DE-205            | Charleston Navy Yard                                                                   | 8 Jun 1943  | 9 Aug 1943  | 26 Nov 1943 | 5 Jul 1944   | Converted to High Speed Transport, reclassified APD-59 5 Jul 1944 |
| Newman                           | APD-59            | Charleston Navy Yard                                                                   | 8 Jun 1943  | 9 Aug 1943  |             | 18 Feb 1946  | Converted to High Speed Transport, reclassified APD-59 5 Jul 1944 |
| Liddle                           | DE-206            | Charleston Navy Yard                                                                   | 12 Jun 1943 | 9 Aug 1943  | 6 Dec 1943  | 5 Jul 1944   | Converted to High Speed Transport, reclassified APD-60 5 Jul 1944 |
| Liddle                           | APD-60            | Charleston Navy Yard                                                                   | 12 Jun 1943 | 9 Aug 1943  |             |              | Converted to High Speed Transport, reclassified APD-60 5 Jul 1944 |
| Kephart                          | DE-207            | Charleston Navy Yard                                                                   | 12 May 1943 | 6 Sep 1943  | 7 Jan 1944  | 5 Jul 1944   | Converted to High Speed Transport, reclassified APD-61 5 Jul 1944 |
| Kephart                          | APD-61            | Charleston Navy Yard                                                                   | 12 May 1943 | 6 Sep 1943  |             | 21 Jun 1946  | Converted to High Speed Transport, reclassified APD-61 5 Jul 1944 |
| Cofer                            | DE-208            | Charleston Navy Yard                                                                   | 12 May 1943 | 6 Sep 1943  | 19 Jan 1944 | 5 Jul 1944   | Converted to High Speed Transport, reclassified APD-62 5 Jul 1944 |
| Cofer                            | APD-62            | Charleston Navy Yard                                                                   | 12 May 1943 | 6 Sep 1943  |             | 28 Jun 1946  | Converted to High Speed Transport, reclassified APD-62 5 Jul 1944 |
| Lloyd                            | DE-209            | Charleston Navy Yard                                                                   | 26 Jul 1943 | 23 Oct 1943 | 11 Feb 1944 | 5 Jul 1944   | Converted to High Speed Transport, reclassified APD-63 5 Jul 1944 |
| Lloyd                            | APD-63            | Charleston Navy Yard                                                                   | 26 Jul 1943 | 23 Oct 1943 |             |              | Converted to High Speed Transport, reclassified APD-63 5 Jul 1944 |
| Otter                            | DE-210            | Charleston Navy Yard                                                                   | 26 Jul 1943 | 23 Oct 1943 | 21 Feb 1944 | January 1947 | Sunk as target off Puerto Rico 10 Jul 1970 |
| Hubbard                          | DE-211            | Charleston Navy Yard                                                                   | 11 Aug 1943 | 11 Nov 1943 | 6 Mar 1944  | 1 Jun 1945   | Converted to High Speed Transport, reclassified APD-53 1 Jun 1945 |
| Hubbard                          | APD-53            | Charleston Navy Yard                                                                   | 11 Aug 1943 | 11 Nov 1943 |             | 15 Mar 1946  | Converted to High Speed Transport, reclassified APD-53 1 Jun 1945 |
| Hayter                           | DE-212            | Charleston Navy Yard                                                                   | 11 Aug 1943 | 11 Nov 1943 | 16 Mar 1944 | 1 Jun 1945   | Converted to High Speed Transport, reclassified APD-80 1 Jun 1945 |
| Hayter                           | APD-80            | Charleston Navy Yard                                                                   | 11 Aug 1943 | 11 Nov 1943 |             | 19 Mar 1946  | Converted to High Speed Transport, reclassified APD-80 1 Jun 1945 |
| William T. Powell                | DE-213            | Charleston Navy Yard                                                                   | 26 Aug 1943 | 27 Nov 1943 | 28 Mar 1944 | 9 Dec 1949   | Reclassified DER-213 18 Mar 1949, reclassified DE-213 1 Dec 1954. Struck from Navy List 1 Nov 1965, sold for scrap 3 Oct 1966                                                                    |
| William T. Powell                | DE-213            | Charleston Navy Yard                                                                   | 26 Aug 1943 | 27 Nov 1943 | 28 Nov 1950 | 17 Jan 1958  | Reclassified DER-213 18 Mar 1949, reclassified DE-213 1 Dec 1954. Struck from Navy List 1 Nov 1965, sold for scrap 3 Oct 1966                                                                    |
| Scott                            | DE-214            | Philadelphia Navy Yard                                                                 | 1 Jan 1943  | 3 Apr 1943  | 20 Jul 1943 | 3 Mar 1947   | Conversion to High Speed Transport and reclassification as APD-64 canceled 10 Sep 1945. Struck from Navy List 1 Jul 1965, sold for scrap 20 Jan 1967                                             |
| Burke                            | DE-215            | Philadelphia Navy Yard                                                                 | 1 Jan 1943  | 3 Apr 1943  | 20 Aug 1943 | 24 Jan 1945  | Converted to High Speed Transport, reclassified APD-65 24 Jan 1945 |
| Burke                            | APD-65            | Philadelphia Navy Yard                                                                 | 1 Jan 1943  | 3 Apr 1943  |             | 22 Jun 1949  | Converted to High Speed Transport, reclassified APD-65 24 Jan 1945 |
| Enright                          | DE-216            | Philadelphia Navy Yard                                                                 | 22 Feb 1943 | 29 May 1943 | 21 Sep 1943 | 24 Jan 1945  | Converted to High Speed Transport, reclassified APD-66 24 Jan 1945 |
| Enright                          | APD-66            | Philadelphia Navy Yard                                                                 | 22 Feb 1943 | 29 May 1943 |             | 21 Jun 1946  | Converted to High Speed Transport, reclassified APD-66 24 Jan 1945 |
| Coolbaugh                        | DE-217            | Philadelphia Navy Yard                                                                 | 22 Feb 1943 | 29 May 1943 | 15 Oct 1943 | 21 Feb 1960  | Struck from Navy List 1 Jul 1972, sold for scrap 17 Aug 1973 |
| Darby                            | DE-218            | Philadelphia Navy Yard                                                                 | 22 Feb 1943 | 29 May 1943 | 15 Nov 1943 | 28 Apr 1947  | Struck from Navy List 23 Sep 1968, sunk as a target 24 May 1970 |
| Darby                            | DE-218            | Philadelphia Navy Yard                                                                 | 22 Feb 1943 | 29 May 1943 | 24 Oct 1950 | 23 Sep 1968  | Struck from Navy List 23 Sep 1968, sunk as a target 24 May 1970 |
| J. Douglas Blackwood             | DE-219            | Philadelphia Navy Yard                                                                 | 22 Feb 1943 | 29 May 1943 | 15 Dec 1943 | 20 Apr 1946  | Struck from Navy List 30 Jan 1970, sunk as a target 20 Jul 1970 |
| J. Douglas Blackwood             | DE-219            | Philadelphia Navy Yard                                                                 | 22 Feb 1943 | 29 May 1943 | 5 Feb 1951  | 30 Jan 1970  | Struck from Navy List 30 Jan 1970, sunk as a target 20 Jul 1970 |
| Francis M. Robinson              | DE-220            | Philadelphia Navy Yard                                                                 | 22 Feb 1943 | 29 May 1943 | 15 Jan 1944 | 20 Jun 1960  | Struck from Navy List 1 Jul 1972, sold for scrap 12 Jul 1973 |
| Solar                            | DE-221            | Philadelphia Navy Yard                                                                 | 22 Feb 1943 | 29 May 1943 | 15 Feb 1944 | 21 May 1946  | Destroyed by ammunition explosion at Earle, New Jersey 30 Apr 1946. Hulk sunk at sea 9 Jun 1946                                                                                                  |
| Fowler                           | DE-222            | Philadelphia Navy Yard                                                                 | 5 Apr 1943  | 3 Jul 1943  | 15 Mar 1944 | 28 Jun 1946  | Struck from Navy List 1 Jul 1965, sold for scrap 29 Dec 1966 |
| Spangenberg                      | DE-223            | Philadelphia Navy Yard                                                                 | 5 Apr 1943  | 3 Jul 1943  | 15 Apr 1943 | 18 Jul 1947  | Reclassified DER-223 in March 1949, reclassified DE-223 1 Dec 1954. Struck from Navy List 1 Nov 1965, sold for scrap 3 Oct 1966                                                                  |
| Ahrens                           | DE-575            | Bethlehem Shipbuilding Corporation, Bethlehem Hingham Shipyard, Hingham, Massachusetts | 5 Nov 1943  | 21 Dec 1943 | 12 Feb 1944 | 24 Jun 1946  | Struck from Navy List 1 Apr 1965, sold for scrap 20 Jan 1967 |
| Barr                             | DE-576            | Bethlehem Shipbuilding Corporation, Bethlehem Hingham Shipyard, Hingham, Massachusetts | 5 Nov 1943  | 28 Dec 1943 | 16 Feb 1944 | 31 Jul 1944  | Converted to High Speed Transport, reclassified APD-39 31 Jul 1944 |
| Barr                             | APD-39            | Bethlehem Shipbuilding Corporation, Bethlehem Hingham Shipyard, Hingham, Massachusetts | 5 Nov 1943  | 28 Dec 1943 |             | 12 Jul 1946  | Converted to High Speed Transport, reclassified APD-39 31 Jul 1944 |
| Alexander J. Luke                | DE-577            | Bethlehem Shipbuilding Corporation, Bethlehem Hingham Shipyard, Hingham, Massachusetts | 5 Nov 1943  | 28 Dec 1943 | 19 Feb 1944 | 18 Oct 1947  | Reclassified DER-577 7 Dec 1945, reclassified DE-577 in August 1954. Struck from Navy List 1 May 1970, sunk as a target 22 Oct 1970                                                              |
| Robert I. Paine                  | DE-578            | Bethlehem Shipbuilding Corporation, Bethlehem Hingham Shipyard, Hingham, Massachusetts | 5 Nov 1943  | 30 Dec 1943 | 26 Feb 1944 | 21 Nov 1947  | Reclassified DER-578 18 Mar 1949, reclassified DE-578 1 Dec 1954. Struck from Navy List 1 Jun 1968, sold for scrap 18 Jul 1969                                                                   |
| Foreman                          | DE-633            | Bethlehem Shipbuilding Corporation, San Francisco aka Union Iron Works                 | 9 Mar 1943  | 1 Aug 1943  | 22 Oct 1943 | 28 Jun 1946  | Struck from Navy List 1 Apr 1965, sold for scrap 1966 |
| Whitehurst                       | DE-634            | Bethlehem Shipbuilding Corporation, San Francisco aka Union Iron Works                 | 21 Mar 1943 | 5 Sep 1943  | 19 Nov 1943 | 27 Nov 1946  | Struck from Navy List 12 Jul 1969, sunk as target by Trigger (SS-564) 28 Apr 1971 |
| Whitehurst                       | DE-634            | Bethlehem Shipbuilding Corporation, San Francisco aka Union Iron Works                 | 21 Mar 1943 | 5 Sep 1943  | 1 Sep 1950  | 6 Dec 1958   | Struck from Navy List 12 Jul 1969, sunk as target by Trigger (SS-564) 28 Apr 1971 |
| Whitehurst                       | DE-634            | Bethlehem Shipbuilding Corporation, San Francisco aka Union Iron Works                 | 21 Mar 1943 | 5 Sep 1943  | 2 Oct 1961  | 1 Aug 1962   | Struck from Navy List 12 Jul 1969, sunk as target by Trigger (SS-564) 28 Apr 1971 |
| England                          | DE-635            | Bethlehem Shipbuilding Corporation, San Francisco aka Union Iron Works                 | 4 Apr 1943  | 26 Sep 1943 | 10 Dec 1943 | 15 Oct 1945  | Reclassified APD-41 in mid-1945 but conversion to High Speed Transport was canceled 10 Sep 1945. Struck from Navy List 1 Nov 1945, sold and broken up 26 Nov 1946                                |
| Witter                           | DE-636            | Bethlehem Shipbuilding Corporation, San Francisco aka Union Iron Works                 | 28 Apr 1943 | 17 Oct 1943 | 29 Dec 1943 | 22 Oct 1945  | Reclassified APD-58 in mid-1945 but conversion to High Speed Transport was canceled 15 Aug 1945. Struck from Navy List 16 Nov 1945, sold and broken up 2 Dec 1946                                |
| Bowers                           | DE-637            | Bethlehem Shipbuilding Corporation, San Francisco aka Union Iron Works                 | 28 May 1943 | 31 Oct 1943 | 27 Jan 1944 | 25 Jun 1945  | Converted to High Speed Transport, reclassified APD-40 25 Jun 1945 |
| Bowers                           | APD-40            | Bethlehem Shipbuilding Corporation, San Francisco aka Union Iron Works                 | 28 May 1943 | 31 Oct 1943 |             |              | Converted to High Speed Transport, reclassified APD-40 25 Jun 1945 |
| Willmarth                        | DE-638            | Bethlehem Shipbuilding Corporation, San Francisco aka Union Iron Works                 | 25 Jun 1943 | 21 Nov 1943 | 13 Mar 1944 | 26 Apr 1946  | Struck from Navy List 1 Dec 1966, sold for scrap 1 Jul 1968 |
| Gendreau                         | DE-639            | Bethlehem Shipbuilding Corporation, San Francisco aka Union Iron Works                 | 1 Aug 1943  | 12 Dec 1943 | 17 Mar 1944 | 13 Mar 1948  | Struck from Navy List 1 Dec 1972, sold for scrap 11 Sep 1973 |
| Fieberling                       | DE-640            | Bethlehem Shipbuilding Corporation, San Francisco aka Union Iron Works                 | 19 Mar 1944 | 2 Apr 1944  | 11 Apr 1944 | 13 Mar 1948  | Struck from Navy List 1 Mar 1972, sold for scrap 20 Nov 1972 |
| William C. Cole                  | DE-641            | Bethlehem Shipbuilding Corporation, San Francisco aka Union Iron Works                 | 5 Sep 1943  | 29 Dec 1943 | 12 May 1944 | 13 Mar 1948  | Struck from Navy List 1 Mar 1972, sold for scrap 20 Nov 1972 |
| Paul G. Baker                    | DE-642            | Bethlehem Shipbuilding Corporation, San Francisco aka Union Iron Works                 | 26 Sep 1943 | 12 Mar 1944 | 25 May 1944 | 3 Feb 1947   | Struck from Navy List 1 Dec 1969, sold for scrap October 1970 |
| Damon M. Cummings                | DE-643            | Bethlehem Shipbuilding Corporation, San Francisco aka Union Iron Works                 | 17 Oct 1943 | 18 Apr 1944 | 29 Jun 1944 | 3 Feb 1947   | Struck from Navy List 1 Mar 1972, sold for scrap 18 May 1973 |
| Vammen                           | DE-644            | Bethlehem Shipbuilding Corporation, San Francisco aka Union Iron Works                 | 1 Aug 1943  | 21 May 1944 | 27 Jul 1944 | 12 Jul 1969  | Struck from Navy List 12 Jul 1969, sunk as target 18 Feb 1971 |
| Jenks                            | DE-665            | Dravo Corporation, Pittsburgh, Pennsylvania                                            | 12 May 1943 | 11 Sep 1943 | 19 Jan 1944 | 26 Jun 1946  | Conversion to High Speed Transport and reclassification as APD-67 canceled 1944. Struck from Navy List 1 Feb 1966, sold for scrap 5 Mar 1968                                                     |
| Durik                            | DE-666            | Dravo Corporation, Pittsburgh, Pennsylvania                                            | 22 Jun 1943 | 9 Oct 1943  | 24 Mar 1944 | 15 Jun 1946  | Conversion to High Speed Transport and reclassification as APD-68 canceled 1944. Struck from Navy List 1 Jun 1965, sold for scrap 30 Jan 1967                                                    |
| Wiseman                          | DE-667            | Dravo Corporation, Pittsburgh, Pennsylvania                                            | 26 Jul 1943 | 6 Nov 1943  | 4 Apr 1944  | 31 May 1946  | Struck from Navy List 15 Apr 1973, sold for scrap 29 Apr 1974 |
| Wiseman                          | DE-667            | Dravo Corporation, Pittsburgh, Pennsylvania                                            | 26 Jul 1943 | 6 Nov 1943  | 11 Sep 1950 | 15 Apr 1973  | Struck from Navy List 15 Apr 1973, sold for scrap 29 Apr 1974 |
| Weber                            | DE-675            | Bethlehem Shipbuilding Corporation, Fore River Shipyard, Quincy, Massachusetts         | 22 Feb 1943 | 1 May 1943  | 30 Jun 1943 |              | Converted to High Speed Transport, reclassified APD-75 15 Dec 1944 |
| Schmitt                          | DE-676            | Bethlehem Shipbuilding Corporation, Fore River Shipyard, Quincy, Massachusetts         | 22 Feb 1943 | 29 May 1943 | 24 Jul 1943 |              | Converted to High Speed Transport, reclassified APD-76 24 Jan 1945 |
| Frament                          | DE-677            | Bethlehem Shipbuilding Corporation, Fore River Shipyard, Quincy, Massachusetts         | 1 May 1943  | 28 Jun 1943 | 15 Aug 1943 |              | Converted to High Speed Transport, reclassified APD-77 15 Dec 1944 |
| Harmon                           | DE-678            | Bethlehem Shipbuilding Corporation, Fore River Shipyard, Quincy, Massachusetts         | 31 May 1943 | 25 Jul 1943 | 31 Aug 1943 | 25 Mar 1947  | Struck from Navy List 1 Aug 1965, sold for scrap 30 Jan 1967 |
| Greenwood                        | DE-679            | Bethlehem Shipbuilding Corporation, Fore River Shipyard, Quincy, Massachusetts         | 29 Jun 1943 | 21 Aug 1943 | 25 Sep 1943 | 20 Feb 1967  | Struck from Navy List 20 Feb 1967, sold for scrap 6 Sep 1967 |
| Loeser                           | DE-680            | Bethlehem Shipbuilding Corporation, Fore River Shipyard, Quincy, Massachusetts         | 27 Jul 1943 | 11 Sep 1943 | 10 Oct 1943 | 28 Mar 1947  | Struck from Navy List 23 Aug 1968, sunk as a target 1969 |
| Loeser                           | DE-680            | Bethlehem Shipbuilding Corporation, Fore River Shipyard, Quincy, Massachusetts         | 27 Jul 1943 | 11 Sep 1943 | 9 Mar 1951  | 23 Aug 1968  | Struck from Navy List 23 Aug 1968, sunk as a target 1969 |
| Gillette                         | DE-681            | Bethlehem Shipbuilding Corporation, Fore River Shipyard, Quincy, Massachusetts         | 24 Aug 1943 | 25 Sep 1943 | 27 Oct 1943 | 3 Feb 1947   | Struck from Navy List 1 Dec 1972, sold for scrap 11 Sep 1973 |
| Underhill                        | DE-682            | Bethlehem Shipbuilding Corporation, Fore River Shipyard, Quincy, Massachusetts         | 16 Sep 1943 | 15 Oct 1943 | 15 Nov 1943 |              | Sunk by Japanese Kaiten human torpedo northeast of Luzon 24 Jul 1945 |
| Henry R. Kenyon                  | DE-683            | Bethlehem Shipbuilding Corporation, Fore River Shipyard, Quincy, Massachusetts         | 29 Sep 1943 | 30 Oct 1943 | 30 Nov 1943 | 3 Feb 1947   | Struck from Navy List 1 Dec 1969, sold for scrap 22 Oct 1970 |
| Bull                             | DE-693            | Defoe Shipbuilding Company, Bay City, Michigan                                         | 15 Dec 1942 | 25 Mar 1943 | 12 Aug 1943 |              | Converted to High Speed Transport, reclassified APD-78 31 Jul 1944 |
| Bunch                            | DE-694            | Defoe Shipbuilding Company, Bay City, Michigan                                         | 22 Feb 1943 | 29 May 1943 | 21 Aug 1943 |              | Converted to High Speed Transport, reclassified APD-79 31 Jul 1944 |
| Rich                             | DE-695            | Defoe Shipbuilding Company, Bay City, Michigan                                         | 27 Mar 1943 | 22 Jun 1943 | 1 Oct 1943  |              | Sunk by three mines off Utah Beach, Normandy 8 Jun 1944 |
| Spangler                         | DE-696            | Defoe Shipbuilding Company, Bay City, Michigan                                         | 28 Apr 1943 | 15 Jul 1943 | 31 Oct 1943 | 8 Oct 1958   | Struck from Navy List 1 Mar 1972, sold for scrap 20 Nov 1972 |
| George                           | DE-697            | Defoe Shipbuilding Company, Bay City, Michigan                                         | 22 May 1943 | 14 Aug 1943 | 20 Nov 1943 | 8 Oct 1958   | Struck from Navy List 1 Nov 1969, sold for scrap 12 Oct 1970 |
| Raby                             | DE-698            | Defoe Shipbuilding Company, Bay City, Michigan                                         | 7 Jun 1943  | 4 Sep 1943  | 7 Dec 1943  | 22 Dec 1953  | Reclassified DEC-698 2 Nov 1949, reclassified DE-698 27 Dec 1957. Struck from Navy List 1 Jun 1968, sold for scrap                                                                               |
| Marsh                            | DE-699            | Defoe Shipbuilding Company, Bay City, Michigan                                         | 23 Jun 1943 | 25 Sep 1943 | 12 Jan 1944 | 1 Aug 1962   | Struck from Navy List 15 Apr 1973, sold for scrap 20 Feb 1974 |
| Currier                          | DE-700            | Defoe Shipbuilding Company, Bay City, Michigan                                         | 21 Jul 1943 | 14 Oct 1943 | 1 Feb 1944  | 4 Apr 1960   | Sunk as a target off California 11 Jul 1967 |
| Osmus                            | DE-701            | Defoe Shipbuilding Company, Bay City, Michigan                                         | 17 Aug 1943 | 4 Nov 1943  | 23 Feb 1944 | 15 Mar 1947  | Struck from Navy List 1 Dec 1972, sold for scrap 27 Nov 1973 |
| Earl V. Johnson                  | DE-702            | Defoe Shipbuilding Company, Bay City, Michigan                                         | 7 Sep 1943  | 24 Nov 1943 | 18 Mar 1944 | 18 Jun 1946  | Struck from Navy List 1 May 1967, sold for scrap 3 Sep 1968 |
| Holton                           | DE-703            | Defoe Shipbuilding Company, Bay City, Michigan                                         | 28 Sep 1943 | 15 Dec 1943 | 1 May 1944  | 31 May 1946  | Scrapped |
| Cronin                           | DE-704            | Defoe Shipbuilding Company, Bay City, Michigan                                         | 19 Oct 1943 | 5 Jan 1944  | 5 May 1944  | 31 May 1946  | Reclassified DEC-704 13 Sep 1950, reclassified DE-704 27 Dec 1957. Struck from Navy List 1 Jun 1970, sunk as target 16 Dec 1971                                                                  |
| Cronin                           | DE-704            | Defoe Shipbuilding Company, Bay City, Michigan                                         | 19 Oct 1943 | 5 Jan 1944  | 9 Feb 1951  | 4 Dec 1953   | Reclassified DEC-704 13 Sep 1950, reclassified DE-704 27 Dec 1957. Struck from Navy List 1 Jun 1970, sunk as target 16 Dec 1971                                                                  |
| Frybarger                        | DE-705            | Defoe Shipbuilding Company, Bay City, Michigan                                         | 8 Nov 1943  | 25 Jan 1944 | 18 May 1944 | 30 Jun 1947  | Reclassified DEC-705 13 Sep 1950, reclassified DE-705 27 Dec 1957. Struck from Navy List 1 Dec 1972, sold for scrap 27 Nov 1973                                                                  |
| Frybarger                        | DE-705            | Defoe Shipbuilding Company, Bay City, Michigan                                         | 8 Nov 1943  | 25 Jan 1944 | 6 Oct 1950  | 9 Dec 1954   | Reclassified DEC-705 13 Sep 1950, reclassified DE-705 27 Dec 1957. Struck from Navy List 1 Dec 1972, sold for scrap 27 Nov 1973                                                                  |
| Tatum                            | DE-789            | Consolidated Steel Corporation, Orange, Texas                                          | 22 Apr 1943 | 7 Aug 1943  | 22 Nov 1943 |              | Converted to High Speed Transport, reclassified APD-81 15 Dec 1944 |
| Borum                            | DE-790            | Consolidated Steel Corporation, Orange, Texas                                          | 28 Apr 1943 | 14 Aug 1943 | 30 Nov 1943 | 15 Jun 1946  | Conversion to High Speed Transport and reclassification as APD-82 canceled September 1945. Struck from Navy List 1 Aug 1965, sold for scrap 1966                                                 |
| Maloy                            | DE-791            | Consolidated Steel Corporation, Orange, Texas                                          | 10 May 1943 | 18 Aug 1943 | 13 Dec 1943 | 28 May 1965  | Conversion to High Speed Transport and reclassification as APD-83 canceled September 1945. Reclassified EDE-791 14 Aug 1946. Struck from Navy List 1 Jun 1965, sold for scrap 11 Mar 1966        |
| Haines                           | DE-792            | Consolidated Steel Corporation, Orange, Texas                                          | 17 May 1943 | 26 Aug 1943 | 27 Dec 1943 |              | Converted to High Speed Transport, reclassified APD-84 15 Dec 1944 |
| Runels                           | DE-793            | Consolidated Steel Corporation, Orange, Texas                                          | 7 Jun 1943  | 4 Sep 1943  | 3 Jan 1944  |              | Converted to High Speed Transport, reclassified APD-85 24 Jan 1945 |
| Hollis                           | DE-794            | Consolidated Steel Corporation, Orange, Texas                                          | 5 Jul 1943  | 11 Sep 1943 | 24 Jan 1944 |              | Converted to High Speed Transport, reclassified APD-86 24 Jan 1945 |
| Gunason                          | DE-795            | Consolidated Steel Corporation, Orange, Texas                                          | 9 Aug 1943  | 16 Oct 1943 | 1 Feb 1944  | 13 Mar 1948  | Sunk as target 28 Jul 1973, struck from Navy List 1 Sep 1973 |
| Major                            | DE-796            | Consolidated Steel Corporation, Orange, Texas                                          | 16 Aug 1943 | 23 Oct 1943 | 12 Feb 1944 | 13 Mar 1948  | Struck from Navy List 1 Dec 1972, sold for scrap 27 Nov 1973 |
| Weeden                           | DE-797            | Consolidated Steel Corporation, Orange, Texas                                          | 18 Aug 1943 | 27 Oct 1943 | 19 Feb 1944 | 9 May 1946   | Struck from Navy List 30 Jun 1968, sold for scrap 27 Oct 1969 |
| Weeden                           | DE-797            | Consolidated Steel Corporation, Orange, Texas                                          | 18 Aug 1943 | 27 Oct 1943 | 20 Nov 1946 | 26 Feb 1958  | Struck from Navy List 30 Jun 1968, sold for scrap 27 Oct 1969 |
| Varian                           | DE-798            | Consolidated Steel Corporation, Orange, Texas                                          | 27 Aug 1943 | 6 Nov 1943  | 29 Feb 1944 | 15 Mar 1946  | Struck from Navy List 1 Dec 1972, sold for scrap 12 Jan 1974 |
| Scroggins                        | DE-799            | Consolidated Steel Corporation, Orange, Texas                                          | 4 Sep 1943  | 6 Nov 1943  | 30 Mar 1944 | 15 Jun 1946  | Struck from Navy List 1 Jul 1965, sold for scrap 5 Apr 1967 |
| Jack W. Wilke                    | DE-800            | Consolidated Steel Corporation, Orange, Texas                                          | 18 Oct 1943 | 18 Dec 1943 | 7 Mar 1944  | 24 May 1960  | Struck from Navy List 1 Aug 1972, sold for scrap 4 Mar 1974 |

## En cine
La película The Enemy Below (1957) fue filmada en gran parte a bordo del USS Whitehurst (DE-634), uno de los destructores Buckley.